# Soudní proces a poprava Nicolae a Eleny Ceaușescuových
Soudní proces s Nicolaem Ceaușescem a Elenou Ceaușescuovou se uskutečnil dne 25. prosince 1989 před výjimečným vojenským tribunálem, vojenským soudem vytvořeným na žádost nově vzniklé skupiny zvané Fronta národní spásy. Výsledek procesu byl předem rozhodnut a vyústil v rozsudek viny a trest smrti pro bývalého rumunského prezidenta a generálního tajemníka Komunistické strany Rumunska Nicolae Ceaușesca a jeho manželku Elenu Ceaușescuovou. Hlavním bodem obvinění byla genocida. Rumunská státní televize oznámila, že Nicolae Ceaușescu je zodpovědný za smrt bezmála 60 tisíc osob. Z oznámení však nebylo zřejmé, zda se jedná o počet zabitých během rumunské revoluce v Temešváru či během celých 24 let Ceaușescuovy vlády.
Obvinění nicméně neměla vliv na průběh soudního řízení. Generál Victor Stănculescu si s sebou přivedl speciálně vybraný tým výsadkářů z pluku, který byl vybrán již dříve ráno, aby plnil funkci popravčí čety. Ještě před zahájením soudního řízení vybral Stănculescu místo, kde se bude poprava konat: u zdi na náměstí v kasárnách.
Nicolae Ceaușescu odmítl uznat platnost tribunálu s argumentem, že nemá ústavní základ a že revoluční orgány jsou součástí sovětského spiknutí.

## Zatčení
Dne 22. prosince 1989, během rumunské revoluce, Nicolae a Elena Ceaușescuovi opustili budovu Ústředního výboru v Bukurešti a utekli s pomocí vrtulníku směrem na Snagov, odkud brzy poté odletěli do Pitești. Pilot vrtulníku tvrdil, že je ohrožuje protiletadlová palba, a proto přistál na silnici Bukurešť-Târgoviște, nedaleko Găești. Zastavili auto řízené jistým Dr. Nicolae Decă, který je odvezl do Văcărești, načež informoval místní úřady, že manželé míří do Târgoviște. Ceaușescuovi si vzali jiné auto a řekli jeho řidiči Nicolaemu Petrișorovi, aby je odvezl do Târgoviște. Během cesty zaslechli v autorádiu zprávy o revoluci (v té době už revolucionáři ovládli státní sdělovací prostředky), což Ceaușesca rozzlobilo natolik, že revoluci označil za coup d'état. Petrișor odvezl dvojici do zemědělského střediska poblíž Târgoviște, kde je zavřel do kanceláře a zde je později zatkli vojáci z místní vojenské posádky.

## Zřízení tribunálu
Jakmile nové úřady obdržely od generála Andreie Kemeniciho, velitele armádní jednotky, zprávu o zadržení manželů Ceaușescuových, začaly jednat o tom, co s nimi udělat. Victor Stănculescu, který sloužil jako poslední ministr obrany v Ceaușescuově vládě, chtěl rychlou popravu, stejně jako Gelu Voican Voiculescu. Ion Iliescu, prozatímní rumunský prezident, podporoval myšlenku, aby se nejdříve konal soudní proces.
Během večera 24. prosince 1989 poslal Stănculescu Kemenicimu tajnou šifru „odvolání k metodě“, která se týkala popravy Ceaușesca. K soudu byl ustaven desetičlenný tribunál, jehož členy byli všichni vojenští soudci.
Deník The Independent charakterizoval proces jako „něco, co lze nejlépe popsat jako hrubě zkrácený proces, v horším případě jako klokaní soud“.

## Body obvinění
Obvinění bylo zveřejněno v Monitorul Oficial den po popravě:
- Genocida – více než 60 tisíc obětí
- Podvracení státní moci organizací ozbrojených akcí proti lidu a státní moci.
- Trestný čin – demolice veřejného majetku ničením a poškozováním budov, výbuchy ve městech atd.
- Podkopávání národního hospodářství.
- Pokus o útěk ze země s využitím více než jedné miliardy dolarů uložených v zahraničních bankách.

## Obhajoba
Ráno v den procesu snídal významný právník Nicu Teodorescu se svou rodinou. Náhle mu zavolal Iliescův pobočník a požádal ho, aby se stal obhájcem Ceaușesca. Odpověděl, že by to byla „zajímavá výzva“. Teodorescu se s dvojicí poprvé setkal v „soudní síni“ Târgoviște, když dostal deset minut na konzultaci se svými klienty. S tak malým časem na přípravu jakékoli obhajoby se jim snažil vysvětlit, že jejich nejlepší nadějí, jak se vyhnout trestu smrti, je odvolat se na nepříčetnost. Podle tvrzení Teodoresca Ceaușescuovi tento nápad smetli ze stolu: „Když jsem to navrhl, Elena prohlásila, že je to nehorázná bouda. Cítili se hluboce uraženi... Poté mou pomoc odmítli.“

## Soudní proces
Proces byl velmi krátký, trval přibližně jednu hodinu. Ceaușescu se hájil, že tribunál je v rozporu s rumunskou ústavou z roku 1965 a že pouze Velké národní shromáždění má pravomoc ho sesadit. Dále pak tvrdil, že se jedná o státní převrat organizovaný Sověty.
Nicolae a Elena Ceaușescuovi byli usvědčeni ze všech bodů obžaloby a odsouzeni k trestu smrti, který se měl rovnat ukázkovému procesu. V jednu chvíli se násilně přidělení advokáti vzdali obhajoby svých klientů, přidali se k prokurátorovi a manžele namísto obhajoby obvinili z hrdelních zločinů. Nebyl předložen žádný důkazní návrh ohledně údajných zločinů manželů Ceaușescuových. Byli souzeni pouze na základě odkazů, a to pouze podle urážlivých jmen či z doslechu, za trestné činy, kterých se podle názoru prokurátorů dopustili, nebo podle tvrzení v tiskových zprávách.[zdroj?] Různé nesrovnalosti se projevily nebo vyšly najevo až po procesu:
- Soud se konal okamžitě, bez předchozího trestního vyšetřování.[20]
- Podezřelí neměli dovoleno si zvolit vlastní advokáty.[20]
- Soud se nepokusil zjistit a prokázat pravdu,[20] soudu nebyl předložen žádný důkazní spis.[21]
- Obvinění z genocidy nebylo nikdy prokázáno. Čtyři nejvyšší souputníci diktátora se později v roce 1990 přiznali ke spoluúčasti na genocidě.[3] Pro TV uvedla, že po 22. prosinci 1989 (tj. v době, kdy již diktátorský pár nevládl) bylo zabito 860 lidí.[22][23] Jiný zdroj uvádí číslo 306 lidí zabitých mezi 17. až 22. prosincem 1989.[24]
- Ceaușescuovi byli obviněni z držení jedné miliardy dolarů na zahraničních bankovních účtech. Žádné takové účty nebyly nalezeny.[18][19]
- Verdikt soudců umožňoval odvolání k vyšší instanci. Ceaușescuovi byli popraveni několik minut po vynesení rozsudku, čímž se toto ustanovení stalo bezpředmětným.[18][19][20]
- Vedoucí představitelé převratu uvedli, že poprava Ceaușesca byla nutná, aby zabránila teroristům v útoku na nové politické uspořádání. Nebylo zjištěno, že by v Rumunsku působili teroristé nebo teroristické buňky.[25] Novější náhled na stíhání „zločinů proti lidskosti“ tvrdí, že nový režim zorganizoval „psychózu terorismu“ prostřednictvím diverzních akcí.[26]

## Poprava
Manželé Ceaușescuovi byli popraveni 25. prosince 1989 v 16:00 místního času na vojenské základně poblíž Bukurešti. Popravu provedla popravčí četa složená z vojáků výsadkového pluku: kapitán Ionel Boeru, rotmistr Georghin Octavian a Dorin-Marian Cirlan, přičemž se údajně přihlásily i stovky dalších osob. Nicolae Ceaușescu před popravou prohlásil: „Mohli jsme být zastřeleni, aniž bychom měli tuto maškarádu!“ Před popravou jim čtveřice vojáků svázala ruce. Simon Sebag Montefiore napsal, že před vykonáním rozsudku Elena Ceaușescuová křičela „Vy zkurvysyni!“, když byla vyvedena ven a postavena ke zdi, zatímco Nicolae Ceaușescu zpíval „Internacionálu“.
Jakmile se oba postavili ke zdi, popravčí četa začala střílet. Poprava proběhla příliš rychle na to, aby ji televizní štáb mohl celou natočit. Zachyceno bylo pouze poslední kolo výstřelů. V roce 2014 řekl kapitán ve výslužbě Boeru reportérovi deníku The Guardian, že se domnívá, že za smrt mohou výhradně výstřely z jeho pušky, protože ze tří vojáků popravčí čety byl jediný, kdo nezapomněl přepnout svou pušku Kalašnikov na plně automatickou střelbu, a nejméně jeden člen skupiny se střelbou několik vteřin váhal. V roce 1990 jeden z členů Fronty národní spásy uvedl, že v tělech bylo nalezeno celkem 120 nábojů.
V roce 1989 sdělil předseda vlády Petre Roman francouzské televizi, že poprava byla provedena rychle kvůli zvěstem, že se loajalisté pokusí pár zachránit.

## Pohřbení
Po vykonání rozsudku byla těla zabalena do plachty, převezena do Bukurešti a 25. prosince 1989 pohřbena na hřbitově Ghencea.
V roce 2010 byla těla za účelem identifikace exhumována a znovu pohřbena. Skupiny Ceaușescuových příznivců navštěvují hrob, aby na něj položily květiny, a v den narozenin diktátora (26. ledna), se u něj shromažďuje velké množství starších lidí.

## Zveřejnění snímků
Spěšný soudní proces a záběry mrtvého Ceaușesca byly natočeny na video a zveřejněny dva dny po popravě v mnoha západních zemích. Později téhož dne je odvysílala i rumunská televize.

## Reakce
V roce 2009 Valentin Ceaușescu, nejstarší syn Ceaușesca, tvrdil, že revoluční síly měly zabít jeho rodiče, když je 22. prosince zatkly, protože nepotřebovali žádný soud. Ion Iliescu po neurčitých komentářích k tomuto incidentu řekl, že to bylo „poměrně ostudné, ale nutné“. Podobně se vyjádřil Stănculescu v roce 2009 v rozhovoru pro BBC. Prohlásil, že proces „nebyl spravedlivý, ale byl nutný“, protože alternativou by bylo vidět zlynčovaného diktátora v ulicích Bukurešti.
Několik zemí po vykonání rozsudku kritizovalo novou rumunskou vládu kvůli nedostatečně veřejnému procesu. Nejvýrazněji soudní proces kritizovaly Spojené státy, které uvedly: „Litujeme, že soud neproběhl otevřeně a veřejně.“

## Následující události
Dne 1. března 1990 byl plukovník Gică Popa, předsedající soudnímu procesu a povýšený na generála, nalezen mrtev ve své kanceláři. Jeho smrt byla označena za sebevraždu. Manželé Ceaușescuovi byli posledními lidmi, kteří byli popraveni před zrušením trestu smrti ze 7. ledna 1990. V prosinci 2018 byli Iliescu, bývalý místopředseda vlády Gelu Voican Voiculescu, bývalý velitel rumunského letectva Iosif Rus a bývalý člen rady Fronty národní spásy Emil Dumitrescu obviněni rumunskými vojenskými prokurátory ze zločinů proti lidskosti za úmrtí, k nimž došlo během rumunské revoluce, z nichž většina se odehrála až po Ceaușescuově svržení. Obžaloba se rovněž odvolávala na odsouzení a popravu manželů Ceaușescuových „po parodii na soud“. Vyšetřování, které vedlo k obžalobě, bylo v roce 2009 uzavřeno, ale v roce 2016 bylo znovu obnoveno v důsledku procesu u Evropského soudu pro lidská práva.